# Metacnephia parapallipes
Metacnephia parapallipes är en tvåvingeart som beskrevs av Bobrova 1980. Metacnephia parapallipes ingår i släktet Metacnephia och familjen knott. Inga underarter finns listade i Catalogue of Life.